# Шкилёв, Иван Константинович
Иван Константинович Шкилёв (30 января 1924 — 17 ноября 1999) — советский хозяйственный, государственный и политический деятель, бригадир колхоза имени Ленина Приуральского района Уральской области Казахской ССР, Герой Социалистического Труда (1967). Член КПСС с 1952 года.

## Биография
Родился в 1924 году в селе Алексеевка Акмолинского уезда Акмолинской губернии Киргизской АССР. С 1925 года семья Шкилёвых проживала в селе Красный Свет Западно-Казахстанской области.
С 1940 года — на хозяйственной, общественной и политической работе. С 1940 по 1942 годы работал механизатором, в ноябре 1942 года призван в Красную Армию.
В 1947—1986 гг. — тракторист, бригадир тракторной бригады Рубежинской машинно-тракторной станции, бригадир комплексной бригады колхоза имени Ленина Приурального района Уральской области Казахской ССР,
Указом Президиума Верховного Совета СССР от 19 апреля 1967 года присвоено звание Героя Социалистического Труда с вручением ордена Ленина и золотой медали «Серп и Молот».
Умер в селе Красный Свет Зеленовского района Западно-Казахстанской области в 1999 году. Похоронен на православном кладбище села Дарьинское Байтерекского района.

## Награды
Был удостоен:
- золотая звезда «Серп и Молот» (19.04.1967)
- орден Ленина (19.04.1967)
- Орден Октябрьской Революции
- Орден Трудового Красного Знамени
- Орден Знак Почёта
- две медали За отвагу
- две медали За боевые заслуги
- другие медали.